# Mistrzostwa Świata U-17 w Piłce Nożnej 1993
Mistrzostwa świata do lat 17 w piłce nożnej 1993 odbyły się w Japonii między 21 września a 4 sierpnia. Mecze w ramach turnieju odbywały się w 6 miastach: Tokio, Hiroszima, Kioto, Kobe, Nagoja oraz Gifu. Mogli w nim wziąć udział piłkarze urodzeni po 1 sierpnia 1976.

## Drużyny
| Japonia           | Gospodarz                                                                |
| Chiny             | 1 i 2 miejsce w Mistrzostwa Azji U-16 w piłce nożnej 1992                |
| Katar             | 1 i 2 miejsce w Mistrzostwa Azji U-16 w piłce nożnej 1992                |
| Ghana             | 1,2,3 miejsce w Mistrzostwa Afryki U-16 w piłce nożnej 1993              |
| Nigeria           | 1,2,3 miejsce w Mistrzostwa Afryki U-16 w piłce nożnej 1993              |
| Tunezja           | 1,2,3 miejsce w Mistrzostwa Afryki U-16 w piłce nożnej 1993              |
| Kanada            | 1,2,3 miejsce w Mistrzostwa Ameryki Północnej U-16 w piłce nożnej 1992   |
| Meksyk            | 1,2,3 miejsce w Mistrzostwa Ameryki Północnej U-16 w piłce nożnej 1992   |
| Stany Zjednoczone | 1,2,3 miejsce w Mistrzostwa Ameryki Północnej U-16 w piłce nożnej 1992   |
| Argentyna         | 1,2,3 miejsce w Mistrzostwa Ameryki Południowej U-16 w piłce nożnej 1993 |
| Chile             | 1,2,3 miejsce w Mistrzostwa Ameryki Południowej U-16 w piłce nożnej 1993 |
| Kolumbia          | 1,2,3 miejsce w Mistrzostwa Ameryki Południowej U-16 w piłce nożnej 1993 |
| Australia         | zwycięzca kwalifikacji w strefie Oceanii                                 |
| Włochy            | 1,2,3 miejsce w Mistrzostwa Europy U-16 w piłce nożnej 1993              |
| Polska            | 1,2,3 miejsce w Mistrzostwa Europy U-16 w piłce nożnej 1993              |
| Czechosłowacja    | 1,2,3 miejsce w Mistrzostwa Europy U-16 w piłce nożnej 1993              |

## Grupa A
| Zespół  | Pkt | M | W | R | P | Br+ | Br− | +/− |
| ------- | --- | - | - | - | - | --- | --- | --- |
| Ghana   | 9   | 3 | 3 | 0 | 0 | 1   | 1   | +8  |
| Japonia | 4   | 3 | 1 | 1 | 1 | 2   | 2   | 0   |
| Meksyk  | 3   | 3 | 1 | 0 | 2 | 4   | 7   | -3  |
| Włochy  | 1   | 3 | 0 | 1 | 2 | 1   | 6   | -5  |

| 21 sierpnia 1993 | Japonia | 0 – 1 | Ghana · 6' Joseph Fameye | Tokio Widzów: 28 tys. Sędzia: Javier Castrilli |
|                  |         |       |                          |                                                |

| 22 sierpnia 1993 | Włochy · Francesco Totti 57' | 1 – 20 – 1 | Meksyk · 38' Edgar Santa Cruz · 6' Edgar Garcia | Kobe Widzów: 2 tys. Sędzia: John Toro Rendon |
|                  |                              |            |                                                 |                                              |

| 24 sierpnia 1993 | Japonia | 0 – 0 | Włochy | Kobe Widzów: 9000 Sędzia: Jean Fidele Diramba |
|                  |         |       |        |                                               |

| 24 sierpnia 1993 | Ghana · Essuman Dadzie 38' · Daniel Addo 52' · Essuman Dadzie 62' · Emmanuel Duah 77' | 4 – 11 – 0 | Meksyk · 56' Edgar Santa Cruz | Kobe Widzów: 9 tys. Sędzia: Eric Blareau |
|                  |                                                                                       |            |                               |                                          |

| 26 sierpnia 1993 | Japonia · Yuzo Funakoshi 6' · Naoki Matsuda 58' | 2 – 11 – 1 | Meksyk · 7' Edgar Garcia | Kobe Widzów: 7500 Sędzia: Javier Castrilli |
|                  |                                                 |            |                          |                                            |

| 26 sierpnia 1993 | Ghana · Emmanuel Duah 22' · Daniel Addo 29' · Joseph Fameye 32' · Essuman Dadzie 71' | 4 – 03 – 0 | Włochy | Kobe Widzów: 7500 Sędzia: John Toro Rendon |
|                  |                                                                                      |            |        |                                            |

## Grupa B
| Zespół    | Pkt | M | W | R | P | Br+ | Br− | +/− |
| --------- | --- | - | - | - | - | --- | --- | --- |
| Nigeria   | 9   | 3 | 3 | 0 | 0 | 14  | 0   | +14 |
| Australia | 4   | 3 | 1 | 1 | 1 | 7   | 4   | +3  |
| Argentyna | 4   | 3 | 1 | 1 | 1 | 7   | 6   | +1  |
| Kanada    | 0   | 3 | 0 | 0 | 3 | 0   | 18  | -18 |

| 22 sierpnia 1993 | Australia · Sebastian Naglieri 06' · David Ristevski 27' | 2 – 22 – 1 | Argentyna · 34' Anders Grande · 57' Leonardo Biagini | Nagoja Widzów: 7952 Sędzia: Anders Frisk |
|                  |                                                          |            |                                                      |                                          |

| 22 sierpnia 1993 | Kanada | 0 – 80 – 3 | Nigeria · 01' Nwankwo Kanu · 24' Nwankwo Kanu · 36' Peter Anosike · 43' Ibrahima Babangida · 65-karny' Nwankwo Kanu · 68' Peter Anosike · 76' Festus Odini · 77' Ibrahima Babangida | Nagoja Widzów: 7952 Sędzia: Salvador Imperador Marcone |
|                  |        |            | |                                                        |

| 24 sierpnia 1993 | Australia · Jonothon Carter 05' · Jonothon Carter 12' · Paul Bilokapic 48' · Paul Bilokapic 55' · Nick Bosevski 68' | 5 – 02 – 0 | Kanada | Nagoja Widzów: 6810 Sędzia: Sandor Piller |
|                  | |            |        |                                           |

| 24 sierpnia 1993 | Argentyna | 0 – 40 – 0 | Nigeria · 60' Wilson Oruma · 62' Peter Anosike · 66' Nwankwo Kanu · 79' Wilson Oruma | Nagoja Widzów: 6810 Sędzia: Anders Frisk |
|                  |           |            |                                                                                      |                                          |

| 26 sierpnia 1993 | Australia | 0 – 20 – 0 | Nigeria · 51' Nwankwo Kanu · 68' Wilson Oruma | Gifu Widzów: 5732 Sędzia: Salvador Imperador Marcone |
|                  |           |            |                                               |                                                      |

| 26 sierpnia 1993 | Argentyna · Rodrigo Vilarino 13' · Federico Dominguez 24' · Anders Grande 33' · Leonardo Biagini 61' · Mauro Cantoro 70' | 5 – 03 – 0 | Kanada | Gifu Widzów: 5732 Sędzia: Sandor Piller |
|                  | |            |        |                                         |

## Grupa C
| Zespół            | Pkt | M | W | R | P | Br+ | Br− | +/− |
| ----------------- | --- | - | - | - | - | --- | --- | --- |
| Czechosłowacja    | 7   | 3 | 2 | 1 | 0 | 5   | 2   | +3  |
| Stany Zjednoczone | 4   | 3 | 1 | 1 | 1 | 5   | 4   | +1  |
| Kolumbia          | 3   | 3 | 1 | 0 | 2 | 4   | 4   | 0   |
| Katar             | 3   | 3 | 1 | 0 | 2 | 1   | 5   | -4  |

| 22 sierpnia 1993 | Kolumbia | 0 – 20 – 1 | Katar · 10' Hassan Al-Otaibi · 66' Hassan Al-Otaibi | Kioto Widzów: 4500 Sędzia: Benito Archundia |
|                  |          |            |                                                     |                                             |

| 22 sierpnia 1993 | Stany Zjednoczone · Pierre Venditti 12' · Steve Armas 52' | 2 – 21 – 1 | Czechosłowacja · 37' Libor Sionko · 42' Petr Ruman | Kioto Widzów: 4500 Sędzia: Alhagi I. Faye |
|                  |                                                           |            |                                                    |                                           |

| 24 sierpnia 1993 | Kolumbia · Ricardo Ciciliano 24' · Juan Madrid 87' | 2 – 11 – 0 | Stany Zjednoczone · 86' Judah Cooks | Kioto Widzów: 8200 Sędzia: Jose Mendes Pratas |
|                  |                                                    |            |                                     |                                               |

| 24 sierpnia 1993 | Katar | 0 – 20 – 0 | Czechosłowacja · 08-karny' Richard Spanik · 78' Petr Ruman | Kioto Widzów: 8200 Sędzia: Alhagi I. Faye |
|                  |       |            |                                                            |                                           |

| 26 sierpnia 1993 | Kolumbia · Ricardo Ciciliano 66' | 1 – 30 – 1 | Czechosłowacja · 28' Miroslav Vapenik · 56' Miroslav Rada · 77' Zoltan Novota | Kioto Widzów: 3700 Sędzia: Benito Archundia |
|                  |                                  |            |                                                                               |                                             |

| 26 sierpnia 1993 | Katar · Mohamed Al-Enazi 48' | 1 – 50 – 2 | Stany Zjednoczone · 13' Pierre Venditti · 14' Jason Moore · 47' Judah Cooks · 53' Judah Cooks · 72' Judah Cooks | Kioto Widzów: 3700 Sędzia: Jose Mendes Pratas |
|                  |                              |            | |                                               |

## Grupa D
| Zespół  | Pkt | M | W | R | P | Br+ | Br− | +/− |
| ------- | --- | - | - | - | - | --- | --- | --- |
| Polska  | 7   | 3 | 2 | 1 | 0 | 8   | 4   | +4  |
| Chile   | 5   | 3 | 1 | 2 | 0 | 7   | 5   | +2  |
| Tunezja | 3   | 3 | 1 | 0 | 2 | 2   | 5   | -3  |
| Chiny   | 1   | 3 | 0 | 1 | 2 | 2   | 5   | -3  |

| 22 sierpnia 1993 | Chile · Manuel Neira 62' · Sebastian Rozental 67' | 2 – 20 – 1 | Chiny · 18' Yu Gunwei · 60' Yao Xia | Hiroszima Widzów: 1608 Sędzia: Brian Hall |
|                  |                                                   |            |                                     |                                           |

| 22 sierpnia 1993 | Tunezja · Fayzal Arouri 54' | 1 – 30 – 1 | Polska · 26' Tomasz Kosztowniak · 57' Maciej Terlecki · 79' Artur Wyczałkowski | Hiroszima Widzów: 1608 Sędzia: Omar Al Mehanna |
|                  |                             |            |                                                                                |                                                |

| 24 sierpnia 1993 | Chile · Hector Tapia 4' · Manuel Neira 48' | 2 – 01 – 0 | Tunezja | Hiroszima Widzów: 1503 Sędzia: Shin-Ichiro Obata |
|                  |                                            |            |         |                                                  |

| 24 sierpnia 1993 | Chiny | 0 – 20 – 0 | Polska · 48' Tomasz Kosztowniak · 79' Artur Andruszczak | Hiroszima Widzów: 1503 Sędzia: Oma Al Mehanna |
|                  |       |            |                                                         |                                               |

| 26 sierpnia 1993 | Chile · Alejandro Osorio 38' · Sebastian Rozental 61-karny' · Manuel Neira 67' | 3 – 31 – 2 | Polska · 14' Piotr Orliński · 34' Piotr Orliński · 48' Artur Wichniarek | Hiroszima Widzów: 9 tys. Sędzia: Shi-Ichiro Obata |
|                  |                                                                                |            |                                                                         |                                                   |

| 26 sierpnia 1993 | Chiny | 0 – 1 | Tunezja · 23' Fayzal Arouri | Hiroszima Widzów: 4851 Sędzia: Eric Blareau |
|                  |       |       |                             |                                             |

## Ćwierćfinał
| 29 sierpnia 1993 | Ghana · Daniel Addo 92' | 1 – 00 – 0 | Australia | Kobe Widzów: 10 tys. Sędzia: Benito Archundia |
|                  |                         |            |           |                                               |

| 29 sierpnia 1993 | Nigeria · Wilson Oruma 1' · Festus Odini 40' | 2 – 12 – 0 | Japonia · 56' Hidetoshi Nakata | Gifu Widzów: 19 tys. Sędzia: Sandor Piller |
|                  |                                              |            |                                |                                            |

| 29 sierpnia 1993 | Czechosłowacja · Petr Ruman 40' | 1 – 41 – 2 | Chile · 11 karny' Sebastian Rozental · 31' Hector Tapia · 65' Manuel Neira · 66' Manuel Neira | Kioto Widzów: 7,5 tys. Sędzia: Jean Fidele Diramba |
|                  |                                 |            |                                                                                               |                                                    |

| 29 sierpnia 1993 | Polska · Maciej Terlecki 39' · Tomasz Kosztowniak 59' · Jacek Magiera 80' | 3 – 01 – 0 | Stany Zjednoczone | Hiroszima Widzów: 2,9 tys. Sędzia: John Toro Rendon |
|                  |                                                                           |            |                   |                                                     |

## Półfinał
| 1 września 1993 | Ghana · Joseph Fameye 29' · Daniel Armah 48' · Emmanuel Duah 80' | 3 – 01 – 0 | Chile | Tokio Widzów: 7,5 tys. Sędzia: Anders Frisk |
|                 |                                                                  |            |       |                                             |

| 1 września 1993 | Nigeria · Wilson Oruma 52' · Peter Anosike 57' | 2 – 10 – 0 | Polska · 79' Mirosław Szymkowiak | Hiroszima Widzów: 2,5 tys. Sędzia: Benito Archundia |
|                 |                                                |            |                                  |                                                     |

## Mecz o trzecie miejsce
| 4 września 1993                                              | Chile · Sebastian Rozental 77-karny' | 1 – 1 (dogr.) k. 4:20 – 1Raport                                     | Polska · 26-samobójczy' Dante Poli | Tokio Widzów: 15 tys. Sędzia: Omar Al Mehanna |
|                                                              |                                      |                                                                     |                                    |                                               |
|                                                              |                                      | Rzuty karne                                                         |                                    |                                               |
| Frank Lobos · Hector Tapia · Patricio Galaz · Nelson Garrido |                                      | Marcin Thiede · Artur Wichniarek · Marcin Drajer · Mariusz Kukiełka |                                    |                                               |

## Finał
| 4 września 1993 | Ghana · Joseph Fameye 80' | 1 – 20 – 1 | Nigeria · 3' Wilson Oruma · 90' Peter Anosike | Tokio Widzów: 22 tys. Sędzia: Javier Castrilli |
|                 |                           |            |                                               |                                                |

## Klasyfikacja strzelców
| Zespół  | Zawodnik      | Gole |
| ------- | ------------- | ---- |
| Nigeria | Wilson Oruma  | 6    |
| Nigeria | Peter Anosike | 5    |
| Nigeria | Nwankwo Kanu  | 5    |
| Chile   | Manuel Neira  | 5    |

## Inne
- Nigeria otrzymała nagrodę fair-play turnieju.